# Fajã do Norte das Fajãs
Curiosa esta fajã que dá por tão estranho nome. Pertence à freguesia de Santo Antão (Calheta), Concelho da Calheta, costa Norte da ilha de São Jorge. Fica entre a Fajã do Salto Verde e a Fajã da Ribeira Funda.
Esta fajã tem cerca de onze casas de habitação, mas poucas pessoas vivem aqui todo o ano. Os donos das terras e das casas só descem à fajã para cultivar as terras, nas quais há muita abundância de inhame, batata, vinha e couve. Também o fazem para invernar o gado quando a comida para os animais é escassa na freguesia em altitude.
Esta fajã em tempos idos produzia muito vinho.
A Grota Negra e a Ribeira Funda são as duas ribeiras que aqui correm. Existem também algumas fontes. Esta abundância de água proporciona ao inhame um terreno muito alagadiço, óptimo para o seu desenvolvimento, e faz com que sejam grandes e muito saborosos.
O Norte das Fajãs é também uma fajã com abundância de peixe de todas as qualidades, sem esquecer a lapa que é muita e boa.
O acesso é feito por um carreiro sob a copa das árvores, com várias ribeiras e fontes ao longo do seu percurso que leva há volta de duas horas a fazer e que tem vistas sublimes.